# Agente de viagens
Agente de viagens  é aquele que exerce funções nas agências de viagens, tendo a seu cargo atividades como, prestar informações sobre viagens, roteiros turísticos, excursões turísticas e demais esclarecimentos pertinentes, comercializando esses serviços, efetuando reservas para viagens e emitindo a respectiva documentação, inclusive para excursões, hotéis, rent a car , etc.
O Dia do Agente de Viagens é comemorado, em todo o Brasil, no dia 22 de abril (fonte: Associação Brasileira de Agências de Viagens - ABAV Nacional).
Em Portugal, o Dia Nacional do Agente de Viagens é comemorado a 31 de Maio (fonte: Associação Portuguesa das Agências de Viagens)
As responsabilidades de um agente de viagens dependerá da posição que ele ocupa. Um agente responsável pela venda de passagens em uma agência deverá entender as necessidades do seu cliente e informar sobre os locais, as regras de cada País (como a obrigação de visto de entrada), recomendação de passeios, hotéis, etc. Além disso, o agente também deverá ser responsável pela emissão dos tickets aéreos, reserva de hotéis e passeios, aluguel de carros, etc. E obviamente de vender, o que exige um bom tato com pessoas. Veja dicas de como ser um bom vendedor na sessão Profissional. Estas vendas podem ser presenciais - em uma loja de rua, por telefone - via um "call center" ou por chat - via um site na Internet.
Já um agente que trabalha na parte administrativa/operativa (ou back-office no termo em Inglês) de uma agência de viagem, fica responsável por todas as demandas relacionadas à reemissão de bilhetes, alterações, controle de tarifas, atendimento de solicitações especiais, etc. Este profissionais também podem ser responsáveis pela emissão de bilhetes e reservas quando os sistemas internos de uma agência de viagem não estão totalmente automatizados. Existem casos onde uma pessoa realiza toda a compra através da Internet mas um agente de viagens fica responsável por comunicar-se com cada provedor (companhias aéreas, hotéis, etc) para solicitar a emissão da reserva.
"Podemos dizer hoje que o Agente de Viagem é na realidade um Consultor de Viagens, pois cada vez mais cresce o índice de profissionais com formação acadêmica especializada para atuar na área, dando total orientação e assistência ao turista, desde a escolha do destino a ser visitado à assistência durante todo o período da viagem em qualquer região do mundo."
Autora: Amanda Vanderlei